# Tribunal du travail (France)
Pour les articles homonymes, voir Tribunal du travail.
Pour les autres articles nationaux ou selon les autres juridictions, voir Liste des juridictions du travail.
Le tribunal du travail est une juridiction sociale qui existe en Polynésie française, en Nouvelle-Calédonie et à Wallis-et-Futuna. Elle a également existé à Mayotte où elle a pris, entre 2018 et 2021, le nom de tribunal du travail et des  prud'hommes dans la perspective de son évolution vers un conseil de prud'hommes de droit commun. 

## Histoire et textes
Les tribunaux du travail sont créés en vertu de la loi no 52-1322 du 15 décembre 1952 instituant un code du travail dans les territoires et territoires associés relevant du ministère de la France d'outre-mer, et notamment du chapitre Ier du titre VIII de ce texte (art. 180 à 208). 
Elles ont été expressément maintenues en vigueur à Mayotte, sous réserve des dispositions transitoires mentionnées ci-dessous, par l'article 2 de l'ordonnance no 91-246 du 25 février 1991 relative au code du travail applicable dans la collectivité territoriale de Mayotte.
Elles ont été remplacées par une ordonnance de 1985 pour la Nouvelle-Calédonie et une loi de 1986 pour la Polynésie française, puis, pour ces deux collectivités, par l'ordonnance no 92-1150 du 12 octobre 1992 relative à l'organisation judiciaire des territoires d'outre-mer, qui intègre certaines dispositions dans le code de l'organisation judiciaire. 

## Composition
Le président est un magistrat professionnel, conseiller à la cour d'appel, alors que la formation de jugement du Conseil de prud'hommes est présidée en général par un conseiller prud'homme, et par un magistrat uniquement en cas de partage des voix.
Des assesseurs (salariés et employeurs) sont nommés par l'assemblée générale des magistrats du siège de la cour d'appel, alors que les conseillers prud'hommes étaient élus jusqu'en 2017 et qu'ils sont désormais nommés par les ministres de la justice et du travail.

## Rapprochement progressif avec les conseils de prud'hommes à Mayotte
Dans le cadre de la départementalisation de Mayotte, la législation et les juridictions de droit commun sont progressivement mises en application à Mayotte. L'ordonnance no 2011-337 du 29 mars 2011 modifiant l'organisation judiciaire dans le Département de Mayotte modifie l'article 2 de l'ordonnance de 1991 et prévoit son abrogation ultérieure, conduisant à appliquer le droit commun à Mayotte. L'article 16 précise que l'entrée en vigueur du changement doit être fixée par un décret avant le 31 décembre 2015. 
La date est reportée une première fois au 31 décembre 2017 par l'article 259 de la loi pour la croissance, l'activité et l'égalité des chances économiques du 6 août 2015. 
Avec la publication de l'ordonnance no 2017-1491 du 25 octobre 2017 qui rend le code du travail « métropolitain » applicable à Mayotte, la juridiction prend, au 1er janvier 2018, le nom de tribunal du travail et des  prud'hommes, tandis que l'application complète du droit commun est à nouveau reportée au 1er janvier 2022.
Depuis cette date, Mayotte dispose de conseils de prud'hommes de droit commun. 